# Antnässkäret
Antnässkäret is een Zweeds eiland (skäret) dat in de loop der tijden vastgegroeid is aan het "vasteland". De omgeving van Antnäs stijgt al eeuwen, waardoor vele eilanden inmiddels veranderd zijn in schiereilanden. De contouren van het eiland zijn nog deels in het landschap zichtbaar. Aan de zuidkant van het schiereiland stroomt de Alån. De Europese weg 4 loopt dwars over het voormalige eiland.